# Dunai
Dunai é uma cidade do Nepal.